# Allos

Skillnaden mellan D- och L-allos

Allos är en hexos, en monosackarid med sex kolatomer i en kedja. Den har molekylformeln C6H12O6 och molmassan 180,156 g/mol.
Allos skiljer sig från glykos genom positionen på hydroxylgruppen på kol 3. Det är en ovanlig monosackarid men förekommer i vissa örter och alger.